# Biakdwerghoningeter
De biakdwerghoningeter (Myzomela rubrobrunnea) is een zangvogel uit de familie Meliphagidae (honingeters).

## Verspreiding en leefgebied
Deze soort is endemisch op het eiland Biak (Nieuw-Guinea). Het is een bewoner van tropisch regenwoud.